# فاكسيرا
الشركة المصرية القابضة للمستحضرات الحيوية واللقاحات أو فاكسيرا هي شركة قابضة حكومية مصرية، تمتلكها وزارة الصحة والسكان، وهي واحدة من أقدم مصانع الأمصال واللقاحات في مصر والشرق الأوسط وأفريقيا. بالإضافة إلى بنك الدم (المصرية لخدمات نقل الدم)، وكانت تسمى الهيئة القومية للمستحضرات الحيوية واللقاحات ثم تحولت لشركة قابضة عام 2002.

## الشركات التابعة
- المصرية لخدمات نقل الدم.[3]
- المصرية للأدوية واللقاحات البيطرية.[4]
- المصرية للأمصال واللقاحات والأدوية.

## وصلات خارجية
- الموقع الرسمي للشركة.
- الصفحة الرسمية للشركة على موقع فيس بوك.